# StreetDance Kids
StreetDance Kids – Gemeinsam sind wir Stars (Originaltitel: All Stars) ist ein britischer Tanzfilm aus dem Jahr 2013 und eine Fortsetzung der 3D-Tanzfilm-Reihe StreetDance mit den Vorgängern StreetDance 3D und StreetDance 2. Aus unterschiedlichen Gründen schließen sich einige Jugendliche zusammen, um zu verhindern, dass ihr Jugendzentrum abgerissen wird, um Platz für Parkplätze zu machen.

## Handlung
Der Schüler Ethan ist schlagfertig und clever, dass er darunter leidet, dass seine Eltern getrennt leben, sieht man ihm nicht ohne Weiteres an. Sein Schulkamerad Jaden hingegen ist zurückhaltend und träumt oft vor sich hin. Er ist nicht nur ein begeisterter, sondern auch ein herausragender Breakdancer, der Tag und Nacht vom Tanzen träumt. Sein Problem besteht darin, dass seine Eltern mehr Wert auf seine schulische Ausbildung legen und ihm das Tanzen untersagt haben.
Ein Treffpunkt der Jugendlichen ist das Jugendzentrum „The Old Garage“, ein Ort an dem sie ganz sie selbst sein können ohne jeden Leistungsdruck. Nun jedoch soll das Zentrum abgerissen werden, um Platz für den Bau von Parkplätzen zu machen. Jaden sieht damit seine letzte Möglichkeit schwinden, einen Ort zu haben, an dem er ungestört tanzen kann. Zur selben Zeit hat auch Ethan ein größeres Problem. Da er sich in eine neue Mitschülerin namens Lucy verliebt hat, fordert er deren Freund Kurt und dessen hervorragende Streetdance-Crew heraus, um Lucy zu beeindrucken. Ethan ist allerdings tänzerisch ziemlich unbegabt und steht nun vor der Aufgabe, eine eigene Truppe zusammenstellen zu müssen, um im Wettkampf bestehen zu können. Da sowohl Jaden als auch Ethan ein gemeinsames Ziel haben, tun sie sich zusammen, um eine Benefizveranstaltung zu organisieren. Jaden hofft, dass damit das nötige Geld zusammenkommt, um den Abriss des Jugendzentrums abzuwenden, Ethan hingegen braucht Jadens Hilfe für seinen Plan eine Truppe zusammenzustellen, die sich beim anstehenden Battle nicht heillos blamiert. Die Kids, die sich vorstellen, sind allerdings nicht gerade talentiert, gute Streetdancer scheinen rar gesät zu sein. Am Ende bleiben die Kampfsportlerin Amy, die schon lange heimlich für Ethan schwärmt, die Geschwister Tim und Rebecca, die in Standardtanzwettbewerben auftreten sowie der etwas pummelige Brian übrig. Jaden, der wegen des Verbots seiner Eltern selbst nicht mittanzen will, hat nun die undankbare Aufgabe aus Ethan, Amy, Tim, Rebecca und Brian Tänzer zu machen, die auch vor Publikum bestehen können. Schnell merkt er, dass das schwieriger ist, als er glaubte und so steht erneut die Forderung im Raum, dass er mittanzen müssen, ohne ihn werde das nichts. Nachdem Jaden seinen älteren Freund Mark, mit dem er ehemals getanzt hat, aufgesucht hat, um sich Rat zu holen, geht es tatsächlich von Tag zu Tag ein wenig besser, die Truppe wächst langsam zusammen.
Dann jedoch gerät Ethan mit Kurt aneinander, der ihn höhnisch wissen lässt, dass niemand Ethan leiden könne, selbst sein Vater nicht, der ihn ja verlassen habe. Diese Bemerkung wirft Ethan völlig aus der Bahn, da er sowieso unter der Trennung seiner Eltern leidet und das Gefühl nicht los wird, dass sein Vater sich nicht wirklich für ihn interessiert. So schmeißt er alles hin und zieht sich zurück.
Schnell merken die Kids jedoch, dass sie einander vermissen und raufen sich wieder zusammen. Obwohl das Engagement für „The Old Garage“ inzwischen vergebens scheint, geben sie nicht auf und machen Werbung für ihre Show. Einzig Jaden will nicht mehr mitmachen, da er der Meinung ist, er habe seine Eltern schon genug enttäuscht. Am Tag des Abrisses nimmt die Show ihren Lauf, auch wenn durch das Abrissunternehmen versucht wird, Druck auf die Anwesenden auszuüben. Als erstes treten Kurt und seine Streetdance-Crew auf und bieten eine exzellente Leistung, die begeistert beklatscht wird. Dann ist der Moment da, da die Old-Garage-Kids zeigen müssen, was sie können. Zu ihrem großen Glück taucht Jaden, der für sie unentbehrlich ist, noch in allerletzter Sekunde auf. Die Kids tanzen begeisternd, mitgerissen von einem überragenden Jaden. Rauschender nicht endend wollender Beifall ist ihr Lohn.
Nicht durch das gesammelte Geld, sondern auch das das Ereignis begleitende öffentliche Interesse sorgen dafür, dass „The Old Garage“ den Kids auch weiter zur Verfügung steht. Ethan hat außerdem herausgefunden, dass Amy viel besser zu ihm passt und auch mit seinem Vater Frieden geschlossen, der ebenso unter den Zuschauern war, wie Jadens Eltern.

## Produktion, Veröffentlichung
Das in den beiden Vorgängerfilmen tätige Regie- und Autorenteam wurde ersetzt. Ben Gregor filmte nach einem Drehbuch von Paul Gerstenberger, Jono Griffith übernahm den Schnitt. Vertigo Films produzierte in Kooperation mit SquareOne Entertainment.
Im Film erklingen unter anderem die Titel On Top of the World von Imagine Dragons und Speak of The Devil von Hermitude.
Die Synchronisation für die deutsche Version wurde von der Taurus Media Synchron GmbH, München, Dialogbuch Tatjana Kopp, ausgeführt.
Der Film kam am 3. Mai 2013 im Vereinigten Königreich und Irland in die Kinos. In Deutschland war er erstmals am 2. Januar 2014 zu sehen. Bei der Verfilmung handelt es sich um den ersten Familienfilm der Tanzfilm-Franchise.
Veröffentlicht wurde der Film auch in folgenden Ländern: Ukraine, Kuwait, Philippinen, Israel, Ungarn, den USA (Premiere auf DVD), den Niederlanden (Premiere auf Blu-ray und DVD), Japan (Premiere auf DVD), Brasilien und Russland. Der internationale Titel lautet StreetDance: All Stars.
Seit dem 2. Mai 2014 ist der Film auf DVD und Blu-ray Disc erhältlich, herausgegeben von der Universum Film GmbH.

## Besetzung und Synchronisation
| Rolle            | Darsteller          | Synchronsprecher                   |
| ---------------- | ------------------- | ---------------------------------- |
| Ethan            | Theo Stevenson      | Mio Lerchenmayr                    |
| Jaden            | Akai Osei-Mansfield | Can Schneider                      |
| Gina             | Ashley Jensen       | Carin C. Tietze                    |
| Mark             | Ashley Walters      | Sebastian Winkler                  |
| Andy             | Kevin Bishop        | Manou Lubowski                     |
| Mr. Hart         | Hugh Dennis         | H.G. Panczak                       |
| Simon Tarrington | Mark Heap           | Gudo Hoegel                        |
| Kelly            | Javine Hylton       | Kathrin Simon                      |
| Matthew          | John Barrowman      | Cameo-Auftritt (keine Sprechrolle) |
| Trish            | Kimberly Walsh      | Angela Wiederhut                   |
| Amy              | Fleur Houdijk       | Janne Wetzel                       |
| Tim              | Dominic Herman-Day  | Malte Wetzel                       |
| Rebecca          | Amelia Clarkson     | Felicitas Bauer                    |
| Brian            | Gamal Toseafa       | Liam Hallein                       |
| Lucy             | Hanae Atkins        | Gaby Pietermann                    |
| Kurt             | Kieran Lai          | Tobias Kern                        |
| Valerie Chambers | Susan Earl          | Anke Korte                         |
| Vorarbeiter      | Alexander Krik      | Gerd Meyer                         |
| Ethans Vater     |                     | Manou Lubowski                     |
| Jadens Vater     |                     | Alexander Brem                     |

Die deutsche Synchronisation verantworteten Anja Tracksdorf (Übersetzung), Tatjana Kopp und Kathrin Simon (Text). Simon führte auch die Synchronregie. Die Aufnahmeleitung lag bei Alexander Schulz für Taurus Media Synchron.

## Kritik
Auf Rotten Tomatoes erhielt der Film eine zustimmende Bewertung von 43 %, in der Zielgruppe von 63 %.
Andreas Staben von der Filmstarts-Redaktion war der Ansicht, dass im Tanzfilm „Fortsetzungen so häufig wie sonst wohl nur noch im Horrorgenre seien und hier wie dort die vermeintlichen Sequels häufig nur wenig mit den Vorgängern zu tun“ hätten. Unverkennbar ziele man „ganz ungeniert auf die offensichtlichen kommerziellen Vorteile einer etablierten ‚Marke‘“ ab. Im Original trage der Film den schlichten Titel ‚All Stars‘, „womit die klare Zuordnung weg[falle], die aber hierzulande ohne zwingenden inhaltlichen Grund wiederhergestellt“ worden sei. Abschließend hieß es: „‚StreetDance Kids‘ ist als Tanzfilm, der in erster Linie an die Zehn- bis 15-Jährigen gerichtet ist, vielleicht eine Rarität, aber ansonsten ist er mit seiner formelhaften Handlung, den holzschnittartigen Figuren und den (zu) wenigen flotten Choreographien ein recht typischer Genrevertreter.“
kino.de befand, dass der dritte Film „des britischen B-Boying-Franchises sich auf ein jüngeres Publikum und den Fun-Aspekt von Breaking, Krumping und Locking [fokussiere]“. „Verbindendes Glied aller ‚Streetdance‘-Filme [sei] der 14-jährige Powerknirps und Ausnahme-Breaker Akai Osei-Mansfield, der nach Nebenrollen in den Vorgängerfilmen nun im Fokus steh[e].“

„Auch wenn dem Publikum die Story etwas vorhersehbar vorkommen wird, schafft es Streetdance Kids trotzdem, die einzelnen Abschnitte interessant zu gestalten, sowie eine umfassende Präsentation von Tanztalenten zu bieten und Kinderfilmunterhaltung mit einer realistischen gesellschaftlichen Darstellung zu verbinden.“

„Und noch eine Reihe deren billige Filmchen sich für die Macher finanziell derart lohnen, dass vermutlich noch etliche Fortsetzungen folgen werden. Dilettantismus wird hier in jeder Beziehung groß geschrieben: die Story hat man ähnlich gefühlte Tausendmal gesehen, die Kids spielen schlecht, tanzen in schlechter Choreographie, was zu allem Überfluss auch noch schlecht inszeniert wurde. Eigentlich ein echter Horrorfilm!“